# مارویاما، چیبا
مارویاما، چیبا (به لاتین: Maruyama) یک منطقهٔ مسکونی در ژاپن است که در کانتو واقع شده‌است. مارویاما ۵٬۷۸۰ نفر جمعیت دارد.